# Monica Moran
Pour les articles homonymes, voir Moran.
Monica Moran est une actrice américaine née en 1940 à New York (État de New York).

## Biographie
C'est la fille de l'actrice Thelma Ritter et de Joseph Moran.

## Filmographie
- 1963 : Ah ! Si papa savait ça d'Henry Koster : Linda Lehman

## Télévision
- 1962 : Dobie Gillis, feuilleton télévisé, épisode Blue-Tail Fly : une jeune femme
- 1965 : Vacation Playhouse, feuilleton télévisé, épisode Three on an Island : Andrea Franks
- 1967 : La rage de la victoire, téléfilm de Martin Davidson : Mme Wrenn